# シティ・オブ・ゴースト
『シティ・オブ・ゴースト』（City of Ghosts）は、2002年のアメリカ映画。
マット・ディロンの第一回監督作品。

## ストーリー
保険金詐欺師のマーヴィンは、アメリカ東海岸に住むジミーに鞄を預け、姿を消す。ジミーは事件の参考人として取り調べを受けた後、マーヴィンを追ってカンボジアへ行き、「何でも屋」ことカスパーの協力を得、本人を発見する。マーヴィンは、国の有力者である「将軍」とともに巨大カジノの利権をねらっていた。

## キャスト
※括弧内は日本語吹替
- ジミー - マット・ディロン（小杉十郎太）
- マーヴィン - ジェームズ・カーン（屋良有作）
- ソフィー - ナターシャ・マケルホーン（唐沢潤）
- エミール - ジェラール・ドパルデュー（玄田哲章）
- カスパー - ステラン・スカルスガルド（樋浦勉）
- サブリナ - ローズ・バーン
- テディ - ボー・ホプキンス（クレジットなし）

## スタッフ
- 監督 - マット・ディロン
- 製作総指揮 - マーク・スフェラッツァ
- 製作 - ウィリー・ベアー、マイケル・セレンジー、ディーパック・ネイヤー
- 脚本 - マット・ディロン、バリー・ギフォード
- 撮影 - ジム・デノールト
- 音楽 - タイラー・ベイツ
- 美術 - デヴィッド・ブリスビン
- 衣装 - モジ・サンジ
- 提供 - ユナイテッド・アーティスツ、メインライン・ピクチャーズ、バンヤン・トゥリー、キントップ・ピクチャーズ、リヴィング・フィルムズ